# Pseudomops dimidiatus
Pseudomops dimidiatus är en kackerlacksart som beskrevs av Gaspard Auguste Brullé 1835. Pseudomops dimidiatus ingår i släktet Pseudomops och familjen småkackerlackor. Inga underarter finns listade i Catalogue of Life.